# UCI WorldTour
UCI WorldTour (ibland skrivet UCI World Tour) är en årlig serie cykeltävlingar som utsetts av Internationella cykelunionen (UCI). WorldTour är den främsta elitcykeltouren för män. Serien ersatte den kollapsade UCI ProTour 2011. Till och med 2018 fanns en separat WorldTour-ranking och en årlig slutsegrare, både individuellt och lag, utsågs - men från 2019 publiceras (för herrarnas del) bara ställningen i världsrankingen (som även innefattar resultat från tävlingar som inte ingår i WorldTour) vid årets slut.

## Ingående tävlingar

### Nuvarande tävlingar (2024)
| Tävling               | Sedan år | Längd (dagar) |
| --------------------- | -------- | ------------- |
| Tour de France        | 2011     | 21            |
| Giro d’Italia         | 2011     | 21            |
| Vuelta a España       | 2011     | 21            |
| Paris-Nice            | 2011     | 8             |
| Critérium du Dauphiné | 2011     | 8             |
| Schweiz runt          | 2011     | 8             |
| Tirreno-Adriatico     | 2011     | 7             |
| Katalonien runt       | 2011     | 7             |
| Polen runt            | 2011     | 7             |
| Benelux Tour          | 2011     | 7             |
| Romandiet runt        | 2011     | 6             |
| Baskien runt          | 2011     | 6             |
| Tour Down Under       | 2011     | 6             |
| Tour of Guangxi       | 2017     | 6             |
| UAE Tour              | 2019     | 7             |

| Tävling                           | Sedan år |
| --------------------------------- | -------- |
| Milano-Sanremo                    | 2011     |
| Flandern runt                     | 2011     |
| Paris-Roubaix                     | 2011     |
| Liège-Bastogne-Liège              | 2011     |
| Lombardiet runt                   | 2011     |
| Gent-Wevelgem                     | 2011     |
| Amstel Gold Race                  | 2011     |
| Vallonska pilen                   | 2011     |
| Clásica de San Sebastián          | 2011     |
| Cyclassics Hamburg                | 2011     |
| Grand Prix Cycliste de Québec     | 2011     |
| Grand Prix Cycliste de Montréal   | 2011     |
| GP Ouest-France                   | 2011     |
| E3 Harelbeke                      | 2012     |
| Eschborn-Frankfurt                | 2017     |
| Dwars door Vlaanderen             | 2017     |
| Strade Bianche                    | 2017     |
| Omloop Het Nieuwsblad             | 2017     |
| Cadel Evans Great Ocean Road Race | 2017     |
| Driedaagse Brugge-De Panne        | 2019     |

### Tidigare tävlingar
| Tävling            | Ingick    | Längd (dagar) |
| ------------------ | --------- | ------------- |
| Peking runt        | 2011-2014 | 5             |
| Tour of California | 2017-2019 | 7             |
| Turkiet runt       | 2017-2019 | 6             |

| Tävling                   | Ingick    |
| ------------------------- | --------- |
| RideLondon-Surrey Classic | 2017-2019 |

| Tävling       | Ingick    |
| ------------- | --------- |
| VM i lagtempo | 2012-2015 |

## Vinnare
| År   | Individuell ranking                         | Stallranking       | Nationsranking |
| ---- | ------------------------------------------- | ------------------ | -------------- |
| 2011 | Philippe Gilbert (BEL) · Omega Pharma–Lotto | Omega Pharma–Lotto | Italien        |
| 2012 | Joaquim Rodríguez (ESP) · Team Katusha      | Team Sky           | Spanien        |
| 2013 | Joaquim Rodríguez (ESP) · Team Katusha      | Movistar Team      | Spanien        |
| 2014 | Alejandro Valverde (ESP) · Movistar Team    | Movistar Team      | Spanien        |
| 2015 | Alejandro Valverde (ESP) · Movistar Team    | Movistar Team      | Spanien        |
| 2016 | Peter Sagan (SVK) · Tinkoff                 | Movistar Team      | Spanien        |
| 2017 | Greg Van Avermaet (BEL) · BMC Racing Team   | Team Sky           |                |
| 2018 | Simon Yates (GBR) · Mitchelton–Scott        | Quick-Step Floors  |                |

## WorldTeams
WorldTour-licens ges till, vanligtvis, 18 stall för en period av tre år (undantagsvis två år). Till och med 2015 deltog UCI ProTeams med WorldTour-licens, från 2016 kallas dessa för "UCI WorldTeams". UCI WorldTeams är skyliga att deltaga i de tävlingar som ingår i UCI WorldTour och som ingått sedan 2016, medan ett specificerat fåtal av de högst rankade ProTeams skall bjudas in av loppets arrangör (som ockå har rätt att bjuda in några så kallade "wildcards" ).

### UCI WorldTeams 2024
| Lag                        | Nation                                                | Säsonger år      | Antal säsonger | Tidigare namn |
| -------------------------- | ----------------------------------------------------- | ---------------- | -------------- | --- |
| Decathlon–AG2R La Mondiale | Frankrike                                             | 2009–            | 16             | AG2R La Mondiale (2009–2020), AG2R Citroën Team (2021–2023) |
| XDS Astana Team            | Kazakstan                                             | 2009–            | 16             | Astana (2009–2020), Astana–Premier Tech (2021) |
| EF Education–EasyPost      | USA                                                   | 2009–            | 16             | Garmin–Slipstream (2009), Garmin–Transitions (2010), Garmin–Cervélo (2011), Garmin–Barracuda (2012), Garmin–Sharp (2012–2014), Cannondale–Garmin (2015), Cannondale (2016), Cannondale–Drapac (2016–2017), EF Education First–Drapac p/b Cannondale (2018), EF Education First (2019), EF Pro Cycling (2020), EF Education–Nippo (2021) |
| Movistar Team              | Spanien                                               | 2009–            | 16             | Caisse d'Epargne (2009–2010) |
| Soudal Quick-Step          | Belgien                                               | 2009–            | 16             | Quick-Step (2009–2011), Omega Pharma–Quick-Step (2012–2014), Etixx–Quick-Step (2015–2016), Quick-Step Floors (2017–2018), Deceuninck–Quick-Step (2019–2021), Quick-Step Alpha Vinyl Team (2022) |
| Visma–Lease a Bike         | Nederländerna                                         | 2009–            | 16             | Rabobank (2009–2012), Blanco Pro Cycling (2013), Belkin Pro Cycling (2013–2014), LottoNL–Jumbo (2015–2018), Team Jumbo–Visma (2019–2023) |
| UAE Team Emirates          | Italien (2009–2016) Förenade arabemiraten (2017–)     | 2009–            | 16             | Lampre–NGC (2009), Lampre–Farnese Vini (2010), Lampre–Farnese (2010), Lampre–ISD (2011–2012), Lampre–Merida (2013–2016), UAE Abu Dhabi (2017) |
| Groupama–FDJ               | Frankrike                                             | 2009–2010, 2012– | 15             | Française des Jeux (2009–2010), FDJ (2010, 2013, 2015–2018), FDJ–BigMat (2012), FDJ.fr (2013–2014) |
| Ineos Grenadiers           | Storbritannien                                        | 2010–            | 15             | Team Sky (2010–2019), Team Ineos (2019–2020) |
| Lidl–Trek                  | Luxemburg (2011–2013) USA (2014–2023)                 | 2011–            | 14             | Leopard Trek (2011), RadioShack–Nissan (2012), RadioShack–Leopard (2013), Trek Factory Racing (2014–2015), Trek–Segafredo (2016–2023) |
| Team Jayco–AlUla           | Australien                                            | 2012–            | 13             | GreenEDGE (2012), Orica–GreenEDGE (2012–2016), Orica–BikeExchange (2016), Orica–Scott (2017), Mitchelton–Scott (2018–2020), Team BikeExchange (2021), Team BikeExchange–Jayco (2022) |
| Team DSM                   | Nederländerna (2013–2014, 2022–) Tyskland (2015–2021) | 2013–            | 12             | Argos-Shimano (2013), Argos-Shimano (2014), Team Giant-Alpecin (2015–2016), Team Sunweb (2017–2020), Team DSM (2021–2023), Team DSM (2023) |
| Team Bahrain Victorious    | Bahrain                                               | 2017–            | 8              | Bahrain–Merida (2017–2019), Bahrain–McLaren (2020) |
| Bora–Hansgrohe             | Tyskland                                              | 2017–            | 8              | |
| Cofidis                    | Frankrike                                             | 2009, 2020–      | 6              | |
| Intermarché–Circus–Wanty   | Belgien                                               | 2021–            | 4              | Intermarché–Wanty–Gobert Matériaux (2021–2022), Intermarché–Circus–Wanty (2023) |
| Alpecin–Deceuninck         | Belgien                                               | 2023–            | 2              | |
| Arkéa–B&B Hotels           | Frankrike                                             | 2023–            | 2              | Arkéa–Samsic (2023) |

### Tidigare UCI WorldTeams
Lag skrivna med kursiv stil är ej längre aktiva.
| Lag                   | Nation                                   | Säsonger år | Antal säsonger | Tidigare namn |
| --------------------- | ---------------------------------------- | ----------- | -------------- | --- |
| Lotto–Soudal          | Belgien                                  | 2009–2022   | 14             | Silence–Lotto (2009), Omega Pharma–Lotto (2010–2011), Lotto–Belisol (2012–2014)                                                          |
| Team Katusha–Alpecin  | Ryssland (2009–2016) Schweiz (2017–2019) | 2009–2019   | 11             | Team Katusha (2009–2016) |
| CCC Team              | USA (2011–2018) Polen (2019–2020)        | 2011–2020   | 10             | BMC Racing Team (2011–2018) |
| Tinkoff               | Danmark (2009–2013) Ryssland (2014–2016) | 2009–2016   | 8              | Team Saxo Bank (2009–2010, 2012), Saxo Bank–SunGard (2011), Saxo Bank–Tinkoff Bank (2012), Saxo–Tinkoff (2013), Tinkoff–Saxo (2014–2015) |
| Team Qhubeka NextHash | Sydafrika                                | 2016–2021   | 6              | Team Dimension Data (2016–2019), NTT Pro Cycling (2020), Team Qhubeka Assos (2021)                                                       |
| Cannondale            | Italien                                  | 2009–2014   | 6              | Liquigas (2009), Liquigas–Doimo (2009–2010), Liquigas–Cannondale (2011–2012)                                                             |
| Euskaltel–Euskadi     | Spanien                                  | 2009–2013   | 5              | |
| HTC–Highroad          | USA                                      | 2009–2011   | 3              | Team Columbia–High Road (2009), Team Columbia–HTC (2009), Team HTC–Columbia (2010)                                                       |
| Vacansoleil–DCM       | Nederländerna                            | 2011–2013   | 3              | |
| Israel–Premier Tech   | Israel                                   | 2020–2022   | 3              | Israel Start-Up Nation (2020–2021) |
| Footon–Servetto–Fuji  | Spanien                                  | 2009–2010   | 2              | Fuji–Servetto (2009) |
| IAM Cycling           | Schweiz                                  | 2015–2016   | 2              | |
| Team Europcar         | Frankrike                                | 2009, 2014  | 2              | Bbox Bouygues Telecom (2009) |
| Team Milram           | Tyskland                                 | 2009–2010   | 2              | |
| Team RadioShack       | USA                                      | 2010–2011   | 2              | |